# The Fabulous Faker Boy
«The Fabulous Faker Boy» (укр. «Неймовірний хлопчик-підробка») — двадцята серія двадцять четвертого сезону мультсеріалу «Сімпсони», прем'єра якої відбулась 12 травня 2013 року у США на телеканалі «Fox».

## Сюжет
Мардж зустрічається з директором Скіннером щодо проблем з успішністю Барта. Скіннер каже, що хлопчик міг би покращити свою успішність зайнявшись музикою.
Тим часом Гомер втрачає дві останні волосини на голові і стає повністю лисим. Він намагається приховати це за допомогою різних капелюхів і перуки, але ці спроби лише привертають до нього увагу. Один лисий колега Гомера вселяє в нього впевненість, коли описує всі неймовірні враження, які він пережив після того, як втратив волосся.
Мардж веде Барта до кількох потенційних музичних репетиторів, але він висміює їх усіх. За оголошенням Сімпсони знаходять уроки гри на фортепіано, які викладає молода росіянка Женя. Вона погоджується вчити Барта в обмін на те, що Мардж навчить її батька Славу водити, щоб той міг отримати водійське посвідчення. Барт швидко закохується у свою викладачку.
Мардж вдається вчити Славу з його небезпечними звичками, а музичні здібності Барта швидко розвиваються і хлопчик навіть дає свій концерт. Звістка про швидкий прогрес швидко поширюється містом, через що Женя отримує багато нових учнів. Однак, Ліса з'ясовує, що насправді Барт лише імітував гру у такт музики з компакт-диска, який він таємно підсунув у програвач, встановлений під фортепіано. Ліса дорікає братові у брехні.
Барт відчуває себе знехтуваним через те, що Женя має на нього дуже мало часу через інших учнів. Після того як Барт бачить, як пишається його «талантом» Мардж, хлопчика мучить сумління. Він публічно зізнається у своєму обмані на шоу талантів.
Мардж розлючена і розчарована в синові. Її відвідує Слава і каже, що він отримав посвідчення — не чесно пройшовши іспит, а підкупивши Патті і Сельму джинсами. Він також переконує Мардж поблажливо поводитися з Бартом, оскільки той шахраював лише заради кохання та любові своєї матері. Мардж прощає Барта і кажн, що пишається ним за те, що він сказав правду.
Ввечері Гомер зізнається Мардж, що полисів. Вона втішає його, і під час обіймів волосся несподівано відростає.

## Виробництво
Сценариста серії Браяна МакКонахі запросили написати сценарій після того, як у попередньому епізоді «Сімпсонів» використали його жарт.
Сцена на дивані виконана у стилі лялькової анімації студією «Stoopid Buddy Stoodios», яка розробила серіал «Робоцип». Виконавчий продюсер Ел Джін заявив, що запрошені аніматори мають широку творчу свободу, і єдиною вимогою є наявність дивана
Творча команда «Робоципа» зустрілася з Меттом Ґрюйнінґом на церемонії вручення премії «Еммі», де вони обговорювали створення диванного ґеґа для шоу. Коли вони домовилися разом працювати над сценою, команда «Stoopid Buddy Stoodios» почала працювати над створенням фігурок і моделей персонажів. Вони об'єднали основний стиль анімації серіала і використали зйомку фігурок у стилі лялькової анімації. Їм довелося внести кілька змін у моделі та навіть створити кілька дублікатів фігур для деяких, оскільки вони не могли поставити фігурки в положення, в яких вони мали би бути.
У серпні 2012 року музикант Джастін Бібер оголосив про свою участь у «Сімпсонах», що пізніше підтвердив Ел Джін. Останній заявив, що творець Метт Ґрюйнінґ попросив додати Бібера до епізода, оскільки він був фанатом Бібера. Музикант також попросив взяти участь у шоу, коли зустрів Ґрюйнінґа. Продюсери вирішили додати дисклеймер до і після його появи. Гітарист і музичний керівник Бібера Ден Кантер і його менеджер Скутер Браун також з'явилися як камео.

## Цікаві факти і культурні відсилання
- Назва серії — відсилання до романтичної комедії-драми 1989 року «The Fabulous Baker Boys» (укр. «Знамениті брати Бейкер»)[7].

## Ставлення критиків і глядачів
Під час прем'єри серію переглянули 4,16 млн осіб з рейтингом 2.0, що зробило її другим найпопулярнішим шоу на каналі «Fox» тієї ночі, після «Сім'янина».
Роберт Девід Салліван з «The A.V. Club» дав серії оцінку C-, сказавши, що «незважаючи на те, що це не фінал сезону, сценаристи „Сімпсонів“, очевидно, побачили в серії можливість включити якомога більше другорядних персонажів. Однак, що вражає, так це те, що сценаристи, здається, так само втомилися від головних героїв, як і ми — „ми“, тобто телеглядачі, які дивляться мультсеріали свіжішого урожаю». Він також додав, що «Стосунки між Мардж і Бартом насправді не були доведені до смерті в „Сімпсонах“, але в цьому епізоді вони висвітлюються надто половинчасто та вирішуються надто швидко».
Тереза Лопес з «TV Fanatic» дала серії дві з половиною з п'яти зірок, сказавши:
|  | Мало того, що динаміку «мати-син» вставили в розповідь наприкінці гри, але й розчарування Мардж було легко знято, коли її російський учень водіння сказав, що Барт зрадив заради кохання та своєї матері. Якась проста раціоналізація, правда? Підсюжет, пов'язаний із втратою Гомером двох останніх волосин, справді призвів до дивовижної появи Патріка Стюарта як запрошеної зірки (одного з найсексуальніших і найвпевненіших лисих чоловіків), але здебільшого це був засіб відволікання, який дозволив Гомеру спробувати різні головні убори. |

Згідно з голосуванням на сайті The NoHomers Club більшість фанатів оцінили серію на 2/5 із середньою оцінкою 2,63/5.